# Aglophus
Aglophus là một chi bọ cánh cứng trong họ 
Elateridae.
Chi này được Sharp miêu tả khoa học năm 1877.

## Các loài
Chi này có các loài:
- Aglophus modestus Sharp, 1877